# Foreign Exchange (serie televisiva)
Foreign Exchange è una serie televisiva australiana trasmessa da Nine Network, in Italia è andata in onda in prima visione su Disney Channel ed in chiaro su Italia 1.

## Trama
La serie tratta di due ragazzi, Hannah O'Flaherty (Lynn Styles) e Brett Miller (Zachary Garred), che sono in grado di viaggiare istantaneamente dall'Irlanda all'Australia e viceversa grazie ad una sorta di varco composto di energia magnetica (che nella serie viene comunemente chiamato portale) situato nelle cantine del college O'Keefe (in Irlanda) e della casa di Brett (in Australia).

## Episodi
| Stagione       | Episodi | Prima TV Australia | Prima TV Italia |
| -------------- | ------- | ------------------ | --------------- |
| Stagione unica | 26      | 2004               | 2005            |

## Personaggi
- Brett Miller (Zachary Garred) nato a Perth in Australia, è stato proprio lui a scoprire il misterioso portale e da quel giorno inizia a stringere una sempre più salda amicizia con Hannah. Inoltre è attratto solo fisicamente da Tara, che in realtà non lo ricambia.
- Hannah O'Flaherty (Lynn Styles) frequenta il college "O'Keefe" di Galway, in Irlanda, diventa amica di Brett quando decide di condividere con lui il segreto del portale.
- Tara Keegan (Danielle Fox Clarke) tra tutte le ragazze del college, Tara si considera la più bella, la più chic e all'ultimo grido. La ragazza si è fidanzata con Martin solo perché è ricco.
- Cormac McNamara (Robert Sheehan) il cervellone della scuola, ha un mucchio di invenzioni che mettono spesso nei guai Brett e Hannah e che portano più volte egli stesso a un passo dallo scoprire il portale.
- Martin Staunton (Dan Colley) ragazzo molto ricco, è il figlio del vice preside e consigliere del college; fidanzato di Tara.
- Meredith Payne (Chelsea Jones) è la sorella di Brett e Wayne ama molto i libri anche se alcuni non sono adatti a lei pensa che tra Hanna e Brett ci sia una storia amorosa.
- Wayne Payne (Joel Turner) è il fratellastro di Brett, fratello naturale di Meredith; non sopporta Brett e litiga spesso con lui, anche per motivi futili.
- Jackie Miller-Payne (Kirsty Hillhouse) è la madre di Brett, matrigna di Wayne e Meredith; grande cuoca, gestisce praticamente da sola il ristorante di famiglia.
- Craig Payne (Gregory McNeill) è il marito di Jackie, padre di Wayne e Meredith, patrigno di Brett; cerca di far convivere insieme i 3 figli organizzando "attività familiari".
- Seamus McCracken (Peter Dineen) è il bidello della scuola e capo di Brett; tifosissimo della nazionale di calcio irlandese, dà a Brett molto lavoro.
- Eilish Murphy (Barbara Griffin) è la preside del college O'Keefe; donna severa, ha molti sospetti riguardo al segreto di Brett e Hannah.